# Lista rzek w Meksyku
Poniżej znajduje się wykaz rzek w Meksyku.

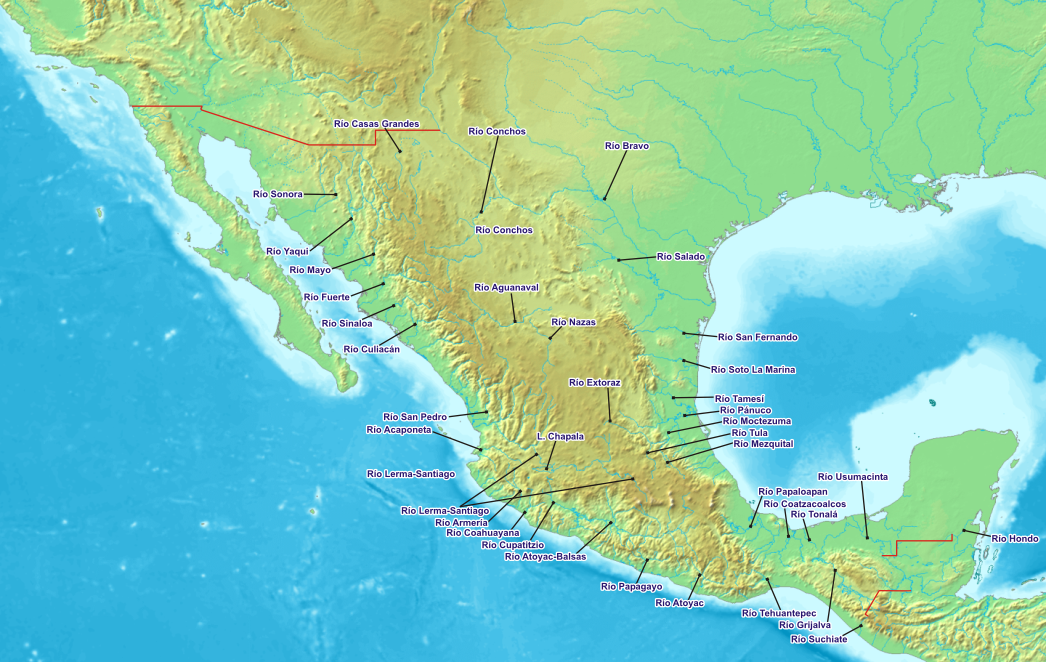
Mapa głównych rzek w Meksyku

## Rzeki uchodzące doZatoki Meksykańskiej
- Río Grande
  - San Juan
    - Pesquería
      - Salinas

  - Salado
    - Sabinas Hidalgo
    - Candela
    - Sabinas

  - Conchos
    - Chuviscar
      - Sacramento

    - San Pedro
    - Florido
      - Parral

    - Balleza (San Juan)
- San Fernando (Conchos)
- Soto La Marina (Santander)
  - Purificación
- Pánuco
  - Tamesí (Guayalejo)
  - Chicayán
  - Santa Maria (Tamuín) (Tampoán)
    - Río Verde

  - Moctezuma
    - Tempoal
    - Amajac
    - Extoraz
    - Tula
- Tuxpan (Túxpam)
  - Pantepec
  - Vinazco
- Cazones
- Tecolutla
  - Necaxa
  - Axacal
  - Cempola
  - San Pedro
- Nautla
  - Bobos
- Actopan
- Antigua (Pescados)
- Jamapa
  - Cotaxtla (Atoyac)
- Papaloapan
  - San Juan
    - Lalana River
    - Trinidad

  - Tesechoacan
    - Playa Vicente

  - Tonto
    - Amapá

  - Santo Domingo
    - Salado (Zapotitlán)
    - Río Grande

  - Valle Nacional
- Coatzacoalcos
  - Uspanapa (Uxpanapa)
  - Jaltepec
  - Sarabia
  - El Corte
- Tonalá (Pedregal)
- Grijalva (Tabasco) (Río Chiapa)
  - Usumacinta
    - San Pedro y San Pablo
    - San Pedro
    - Lacantún
      - Jataté

    - Salinas (Chixoy)

  - Tulija
  - Chilapa
  - Tacotalpa
    - Teapa

  - La Venta
    - Encajonado

  - Suchiapa
  - Santo Domingo
  - Cuilco
- Candelaria
- Champotón
- Hondo
  - Blue Creek

## Rzeki uchodzące doOceanu Spokojnego
- Tijuana
  - Las Palmas
- San Vicente
- San Antonio
- Del Rosario
- San Andres
- Soledad
- Arroyo Salado
- Kolorado
  - Hardy
  - Gila
    - Santa Cruz
    - San Pedro
- Sonoyta
- Concepción (Magdalena)
  - Altar
- Sonora
  - San Miguel (Horcasitas)
- Mátape (Malapo)
- Yaqui
  - Moctezuma
  - Sahuaripa
  - Bavispe (Bavisque)
  - Aros
    - Mulatos
    - Tutuaca
    - Sirupa
      - Tomochic
      - Papigochic
- Mayo
- Fuerte
  - Oteros
  - Urique
    - Río Verde
- Sinaloa (Mohinora)
- Culiacán
  - Humaya
  - Tamazula
- San Lorenzo
- Piaxtla
  - Elota
- Presidio
- Baluarte
- Teacapan Estuary

- - Acaponeta
- Río San Pedro Mezquital
  - Animas
- Río Grande de Santiago
  - Mololoa
  - Huaynamota (Jesus Maria)
    - Atengo

  - Bolaños
    - Colotlán
      - Jerez

    - Mezquitic

  - Juchipila
    - Calvillo

  - Río Verde (Río San Pedro)
    - Los Lagos

  - Calderón
  - Lake Chapala
    - Lerma
      - Turbio
      - Guanajuato
      - Apaseo
        - Laja

    - Zula
    - Huaracha
    - Duero
- Ameca
  - Mascota
  - Aguililla
  - Remus
- Tomatlán
- San Nicolás
- Purificación
- Chacala (Cihuatlán)
- Armería (Ayuquila) (Ayutla)
- Tuxpan (Coahuayana)
- Coalcomán
- Aguililla
- Balsas (Mezcala) (Atoyac)
  - Tepalcatepec (Río Grande)
    - Cupatitzio (Del Marques)

  - Río del Oro
  - Cutzamala
    - Ixtapan
    - Temascaltepec
    - Bejucos

  - Amacuzac
    - Yautepec

  - Tlapaneco
  - Nexapa
  - Mixteco
    - Acatlán

  - San Martín
  - Zahuapan
- Atoyac
- Papagayo
  - Omitlán
- Ometepec
  - Quetzala
- Atoyac (Río Verde)
  - Sordo
    - Atoyaquillo (Putla)
- Colotepec
- Copalita
- Tehuantepec (Quiechapa)
  - Tequisistlán
- Suchiate